# Diego Giacometti

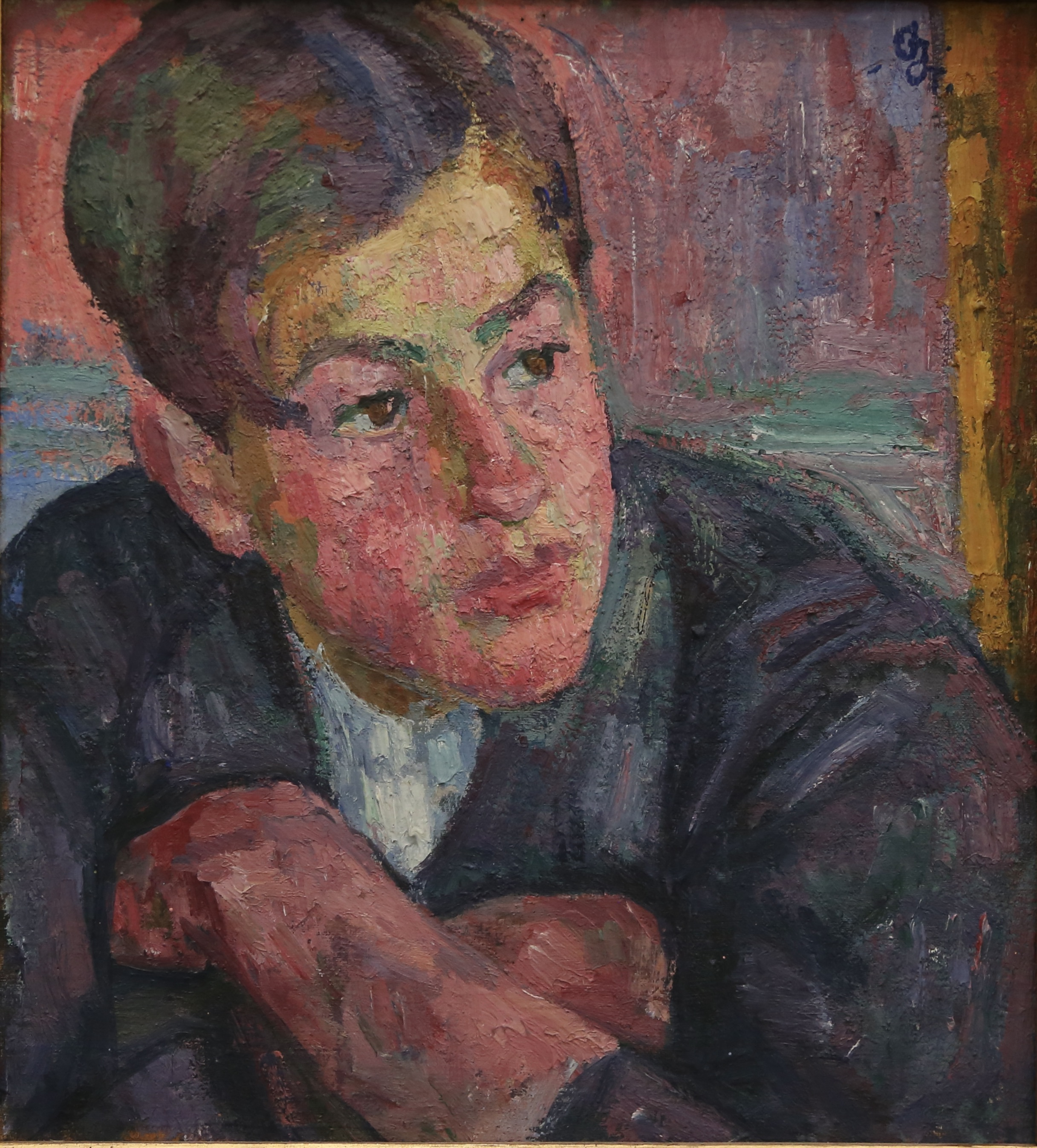
Giovanni Giacometti: Bildnis Diego, Mai 1919, Öl auf Leinwand, 38,5 × 35 cm, Privatsammlung

Diego Giacometti (* 15. November 1902 in Borgonovo GR, Gemeinde Stampa, Schweiz; † 15. Juli 1985 in Paris) war ein Schweizer Bildhauer und Designer. Er war der jüngere Bruder des Bildhauers Alberto Giacometti.

## Leben und Werk

### Kindheit und Ausbildung

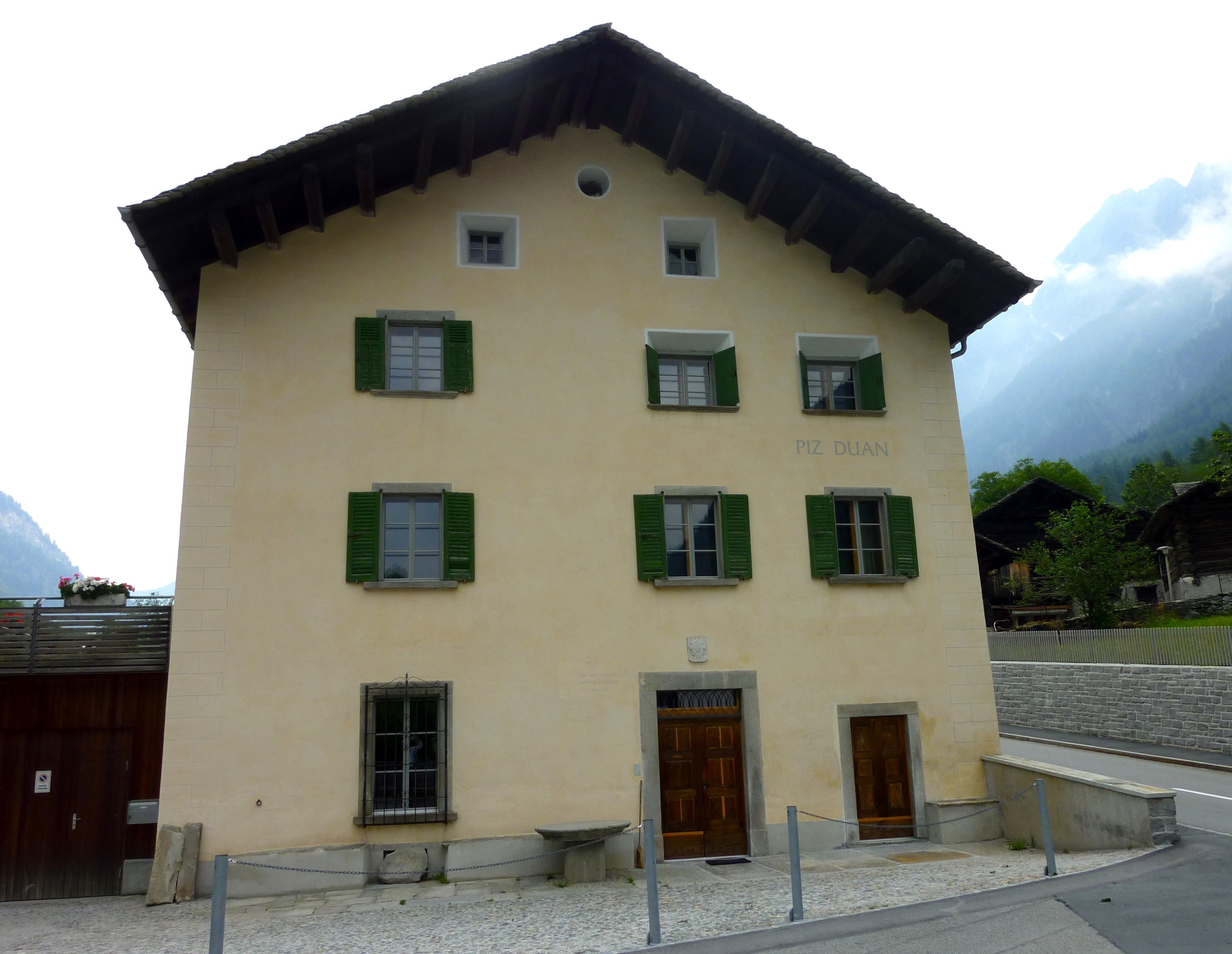
Das ehemalige Gasthaus Piz Duan in Stampa, Foto aus dem Jahr 2010

Diego Giacometti wurde in Borgonovo in der Schweiz geboren, einem Bergdorf im Bergell nahe der italienischen Grenze. Er war unter vier Kindern der zweitälteste Sohn des Malers Giovanni Giacometti und dessen Frau Annetta, geborene Stampa (1871–1964). Alle drei Giacometti-Brüder wurden im Kunstbereich tätig: Alberto und Diego im Bereich der Malerei, Skulptur und des Designs, Bruno als Architekt, Ottilia, ihre Schwester war im Textilbereich sehr begabt.
Im Spätherbst 1903 zogen die Giacomettis nach Stampa in das Gasthaus Piz Duan, benannt nach dem nahe gelegenen Berg Piz Duan, das im Familienbesitz und Geburtshaus Giovanni Giacomettis war, und bezogen 1906 eine Wohnung, die in den folgenden sechzig Jahren den Familienmittelpunkt bildete. Giovanni Giacometti baute die nebenstehende Scheune zum Atelier aus, das er und seine Kinder für ihre künstlerische Arbeit nutzten. Am 30. August 1917 trat er in das Gymnasium der Evangelischen Lehranstalt Schiers ein, wo er eine unglückliche Schulzeit verbrachte. Im folgenden Jahr wechselte er in die Realschule.
Von Ende November 1922 bis Mai 1923 lebte Diego in Marseille als Gast seines Cousins Cornelio Giacometti, der ihm eine nicht näher bezeichnete Stelle in der Usine Charles Dubois vermittelt hatte. Im August leistete er seinen Militärdienst in Frauenfeld ab. Im Dezember wurde er vom Militär beurlaubt und verbrachte die Weihnachtsferien im Elternhaus in Stampa. Er zeichnete und fand Gefallen an Radierungen. Im Februar 1924 meldete er sich für einen Kurs an der Handelsschule in St. Gallen an, brach diesen jedoch nach wenigen Wochen ab. Im April verbrachte er die Osterferien in Stampa. Danach ging es nach Sitten zum Militärdienst. Im August wurde er nach Obersaxen versetzt und bleib dort bis Oktober.
Nach dem Beginn einer kaufmännischen Ausbildung in St. Gallen ab 1924 schloss Diego Giacometti sich, dem Rat seiner Mutter folgend, im Februar 1925 seinem älteren Bruder Alberto an und zog nach Paris. Bisher hatte er in den Tag hineingelebt und wenig Verantwortung für seine Lebensgestaltung gezeigt. Alberto Giacometti war seit 1922 Student des Bildhauers Antoine Bourdelle an der Académie de la Grande Chaumière und sollte sich um seinen Bruder kümmern. Dieser lehnte jedoch die Arbeit in Bourdelles Werkstatt ab, arbeitete lieber in einem Fabrikbüro in Saint-Denis und hielt sich in berüchtigten Bars und Bordellen auf.

### Zusammenarbeit mit Alberto Giacometti
Alberto Giacometti

Diego assis, 1964

Bronze

58,5 × 19,7 × 32,5 cm

Alberto Giacometti-Stiftung, Zürich

Link zum Bild

(Bitte Urheberrechte beachten)
Diego Giacometti fand erst im Jahr 1929 zu seiner Lebensaufgabe, als sein Bruder durch die Vermittlung von Man Ray – der Fotograf in der surrealistischen Gruppe – den Pariser Innenarchitekten und Möbeldesigner Jean-Michel Frank kennenlernte. Von Frank erhielt Alberto Giacometti Aufträge für Einrichtungsgegenstände in Gips oder Bronze wie Wandleuchter, Lampen, Vasen oder Kaminfassungen, die für die Wohnungen der Pariser Oberschicht bestimmt waren. Diego Giacometti entwickelte sich zum unentbehrlichen Helfer seines Bruders Alberto, da er handwerklich geschickt war und die notwendigen Vorarbeiten wie beispielsweise Gipsabgüsse und Gerüste für die Skulpturen seines Bruders fertigte. Ebenfalls half er bei der eigentlichen Bildhauerarbeit und sass ihm täglich Modell. Sie teilten dasselbe Atelier in der rue Hippolyte-Maindron 46 in Paris und arbeiteten gemeinsam an Aufträgen für die Familien Maeght und Noailles. Während des Zweiten Weltkriegs belegte Diego Giacometti Kurse an der Skandinavischen Kunstakademie und schuf seine ersten Tierskulpturen. Tiere hatten ihn bereits seit seiner Kindheit begeistert. Ab 1939 schuf er eigene bildhauerische Werke und legte ab 1950 seinen Schwerpunkt auf Möbel und Objekte.

### Arbeit als eigenständiger Künstler

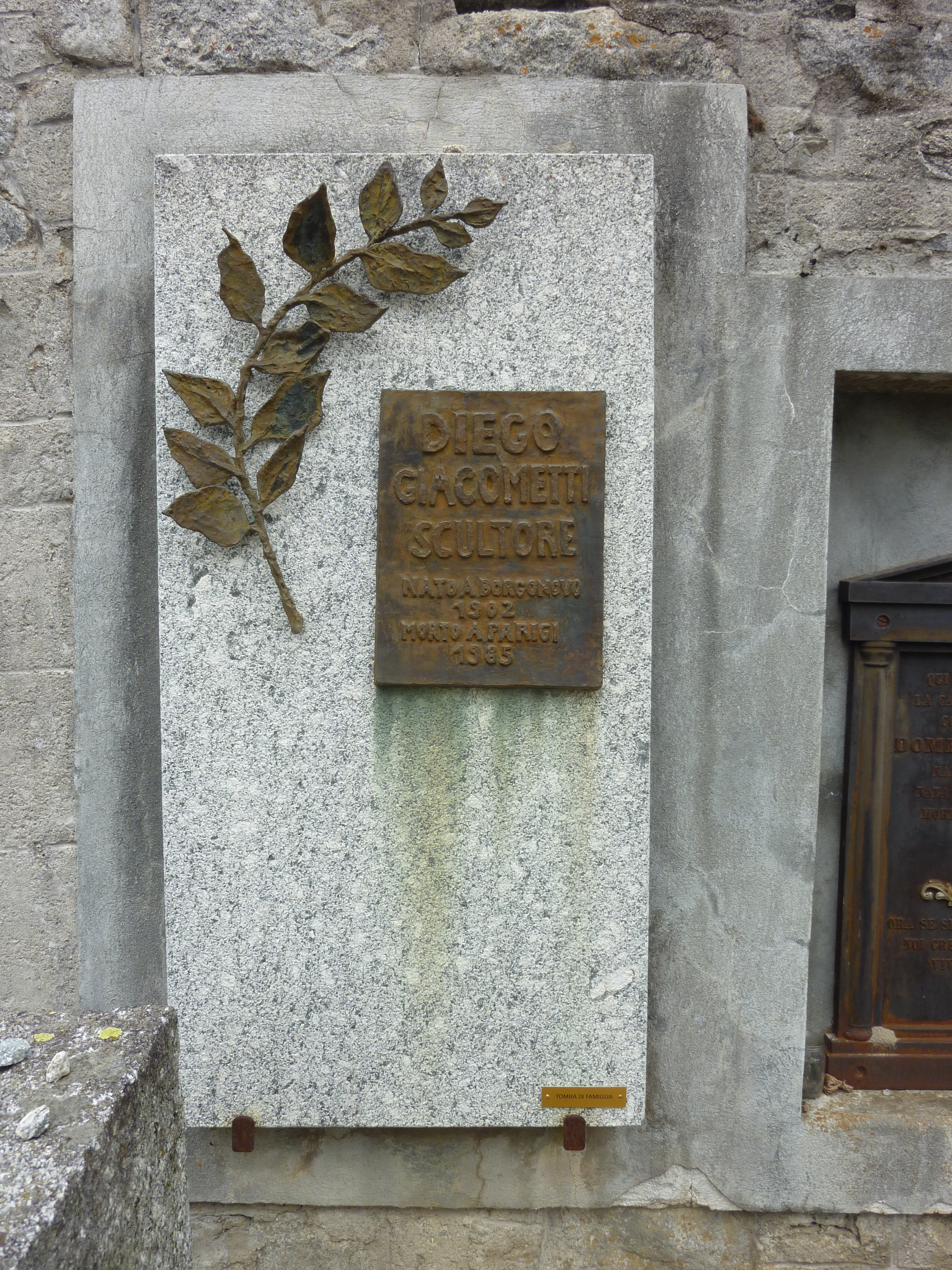
Grabstein bei der Kirche San Giorgio, Borgonovo

Nach dem Tod seines Bruders Alberto im Jahr 1966 konzentrierte sich Diego Giacometti ganz auf das eigene Werk. Es wird angenommen, dass er 4000 bis 5000 Objekte und Skulpturen geschaffen hat, die er noch zu Lebzeiten an Freunde und Bekannte verkauft hat. Für die Fondation Maeght gestaltete er die Inneneinrichtung des „Café Diego“ in Saint-Paul-de-Vence. Der letzte grosse Auftrag machte ihn in weiten Kreisen der Öffentlichkeit bekannt: Diego Giacometti gestaltete die Innenausstattung des im September 1985 eröffneten Musée Picasso in Paris. Von ihm stammen das Mobiliar, die Treppengeländer, Türbeschläge und Deckenleuchten. Die Eröffnung des Museums konnte Diego Giacometti nicht mehr miterleben.
Zum 50. Todestag Alberto Giacomettis soll im Januar 2016 das Centro Giacometti in seinem Heimatort Stampa eröffnet werden, das sich neben Alberto Giacometti auch Diego und den anderen Mitgliedern der Künstlerfamilie widmen wird.
Vom 28. Juni bis 9. November 2025 zeigt das Bündner Kunstmuseum Chur eine grosse umfassende Retrospektive zu Diego Giacomettis Werk. Gleichzeitig erschien im Verlag Scheidegger & Spiess die Publikation „Diego Giacometti“.